# Coucouron
Coucouron – miejscowość i gmina we Francji, w regionie Owernia-Rodan-Alpy, w departamencie Ardèche.
Według danych na rok 1990 gminę zamieszkiwało 705 osób, a gęstość zaludnienia wynosiła 30 osób/km² (wśród 2880 gmin regionu Rodan-Alpy Coucouron plasuje się na 977. miejscu pod względem liczby ludności, natomiast pod względem powierzchni na miejscu 377.).